# Halloween 5
 Denne artikel omhandler Halloween en film fra 1989. Opslagsordet har også en anden betydning, se Halloween (flertydig).
Halloween 5 er en amerikansk gyserfilm fra 1989 instrueret af Dominique Othenin-Girard.

## Medvirkende
- Donald Pleasence som Dr. Sam Loomis
- Danielle Harris som Jamie Lloyd Carruthers
- Ellie Cornell som Rachel Carruthers
- Wendy Kaplan som Tina Williams
- Beau Starr som Sherif Ben Meeker
- Tamara Glynn som Samantha Thomas
- Jeffrey Landman som Billy Hill
- Max Robinson som Dr. Max Hart
- Betty Carvalho som Sygeplejerske Patsey
- Karen Alston som Darlene Carruthers

## Eksterne Henvisninger
- Halloween 5 på Internet Movie Database (engelsk)
- Halloween 5 på Filmdatabasen
- Halloween 5 på Scope
- Halloween 5 i Svensk Filmdatabas (svensk)
- Halloween 5 på AlloCiné (fransk)
- Halloween 5 på MovieMeter (nederlandsk)
- Halloween 5 på AllMovie (engelsk)
- Halloween 5 hos American Film Institute (engelsk)
- Halloween 5 hos British Film Institute (engelsk)
- Halloween 5 på Turner Classic Movies (engelsk)

| Gyserfilm | Spire Denne gyserfilm-artikel er en spire som bør udbygges. Du er velkommen til at hjælpe Wikipedia ved at udvide den. |

1. ↑  Navnet er anført på engelsk og stammer fra Wikidata hvor navnet endnu ikke findes på dansk.
2. ↑  Navnet er anført på engelsk og stammer fra Wikidata hvor navnet endnu ikke findes på dansk.